# Acontia axendrana
Acontia axendrana là một loài bướm đêm trong họ Noctuidae.